# Breutelia minuta
Breutelia minuta är en bladmossart som beskrevs av Theodor Carl Karl Julius Herzog 1916. Breutelia minuta ingår i släktet gullhårsmossor, och familjen Bartramiaceae. Inga underarter finns listade i Catalogue of Life.